# 李敬修
李敬修（?—?），直隸省宣化府保安州人，清朝政治人物、同進士出身。
光緒九年（1883年），参加癸未科殿試，登進士三甲21名。同年五月，改翰林院庶吉士。光緒十二年四月，散館，俱著以部属用，后改任诸城县知县。